# Óscar Arze Quintanilla
Óscar Arze Quintanilla (Cochabamba, Bolivia, 1931) es un antropólogo, poeta y abogado boliviano. Fue embajador de Bolivia en México (1994).

## Trayectoria
Estudia abogacía en la Universidad Mayor de San Andrés de La Paz, Bolivia donde se recibe en 1957. Posteriormente se traslada a México, donde obtiene una maestría en Antropología en la Escuela Nacional de Antropología e Historia.
Entre 1954 a 1959 Quintanilla se desempeña como director del Instituto Nacional de Cooperativismo. Entre 1968 a 1977 es miembro de la comisión que redacta el Plan Nacional de Desarrollo de la Comunidad y Bienestar Social de la Organización de Estados Americanos (OEA), y de 1977 a 1989 dirige el Instituto Indigenista Interamericano ubicado en Ciudad de México. Trabajó como asesor y consultor del Banco Interamericano de Desarrollo, de UNESCO y de la OEA actuando en diversos países latinoamericanos. 
Ha publicado escritos y ensayos en diarios y revistas sobre temas sociales aplicados, también es autor de libros sobre temáticas sociales. Perteneció a los grupos literarios “EL Grillo” y “Gesta Bárbara”.

## Obras y escritos
- Los indígenas en Bolivia
- Destino
- Poemas desamparados
- El Salvador Sociología General (Realidad Nacional - Sociedad Informacional)
- Los pueblos indios y su lucha por la vida. Del indigenismo a la Indianidad: Cincuenta años de indigenismo continental. En: Indianismo e indigenismo en América, Alcina Franch, José (compilador). Alianza Editorial. Madrid.
- Culturas tradicionales amenazadas por desarrollo. Discusión de culturas indias indígenas como patrimonio nacional; Cambio del sistema educacional y rol de los arqueólogos con nueva orientación; Critica al elitismo entre los arqueólogos; Programas de cooperación internacional; Opciones de desarrollo que protegen los valores culturales y posibilitan el crecimiento. Publicado en: Rescue archeology papers from the first new world conference on rescue archeology 1981 p. 29-39